# Glyndŵr’s Way

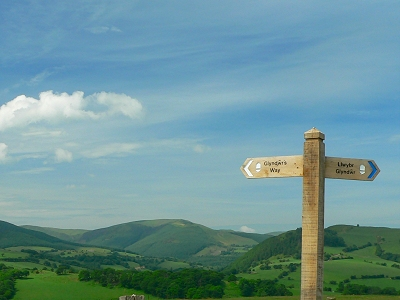
Wegmarkierung auf Glyndŵr’s Way

Glyndŵr’s Way ist ein Fernwanderweg im zentralen Wales. Er führt von Knighton bis Welshpool auf 217 Kilometern durch das Hügelland von Mittelwales. Der Weg wurde im Jahre 2000 als National Trail in Großbritannien eröffnet. Er führt über Hügel und Hochebenen, an Seen vorbei, durch Farmland und durch kleinere Dörfer und Städtchen.

## Streckenverlauf
Glyndŵr’s Way verläuft von Knighton kommend zunächst nordwestlich bis Machynlleth, von dort (nord-)östlich bis Welshpool. Da der Weg einen großzügigen Bogen beschreibt, liegen Ausgangs- und Endpunkt lediglich rund 50 km auseinander. Hier trifft man auf den bekannteren Fernwanderweg Offa’s Dyke Path. Zwei Tagesetappen vervollständigen die Rundwanderung.
Obwohl der Weg in beide Richtungen ausgeschildert ist, hat sich die Route Knighton bis Welshpool als Vorzugsrichtung etabliert.

## Siedlungen
Die größeren Orte am Weg:
- Knighton
- Llanidloes
- Machynlleth
- Welshpool.

## Unterkunft und Verpflegung
Der Weg ist für Rucksacktouristen erschlossen. Nicht alle Unterkünfte liegen unmittelbar am Weg.

## Namensgebung
Der Weg ist nach Owain Glyndŵr (1350–1416) benannt, der im 15. Jahrhundert einen Aufstand gegen die englischen Besatzer anführte. Im 14. Jahrhundert trieben Seuchen und eine Unterdrückungsherrschaft die Waliser zum Aufstand gegen die englischen Besatzer. Er wurde von Owain Glyndŵr, einem Nachfahrer der walisischen Fürsten von Powys, angeführt, der einen großen Teil von Wales unter seine Herrschaft brachte und in Machynlleth ein walisisches Parlament etablierte. Damit war Machynlleth für kurze Zeit Hauptstadt von Wales.
Nach Niederlagen ab 1408 tauchte Owain Glyndŵr unter. Er bleibt, auch wenn der Aufstand die walisische Lage nicht nachhaltig veränderte, ein Nationalheld, der auch als Reinkarnation des legendären König Artus gesehen wird.